# Liu Tingting (gimnasta)
Liu Tingting (Guangdong, China, 6 de septiembre de 2000) es una gimnasta artística china, campeona mundial en 2018 en el ejercicio de la viga de equilibrio.

## Carrera deportiva
En el Mundial de 2018 celebrado en Doha consiguió la medalla de oro en el ejercicio de la viga de quilibrio, quedando en el podio por delante de la canadiense Ana-Maria Padurariu y de la estadounidense Simone Biles (bronce). También ganó la medalla de bronce en la competición por equipos, tras Estados Unidos y Rusia.